# Orzech kalifornijski
Orzech kalifornijski (Juglans californica S. Watson) – gatunek drzewa należący do rodziny orzechowatych. Występuje w Ameryce Północnej, wyłącznie na terenie stanu Kalifornia, gdzie rośnie od Santa Barbara po pasmo gór San Bernardino.

## Morfologia

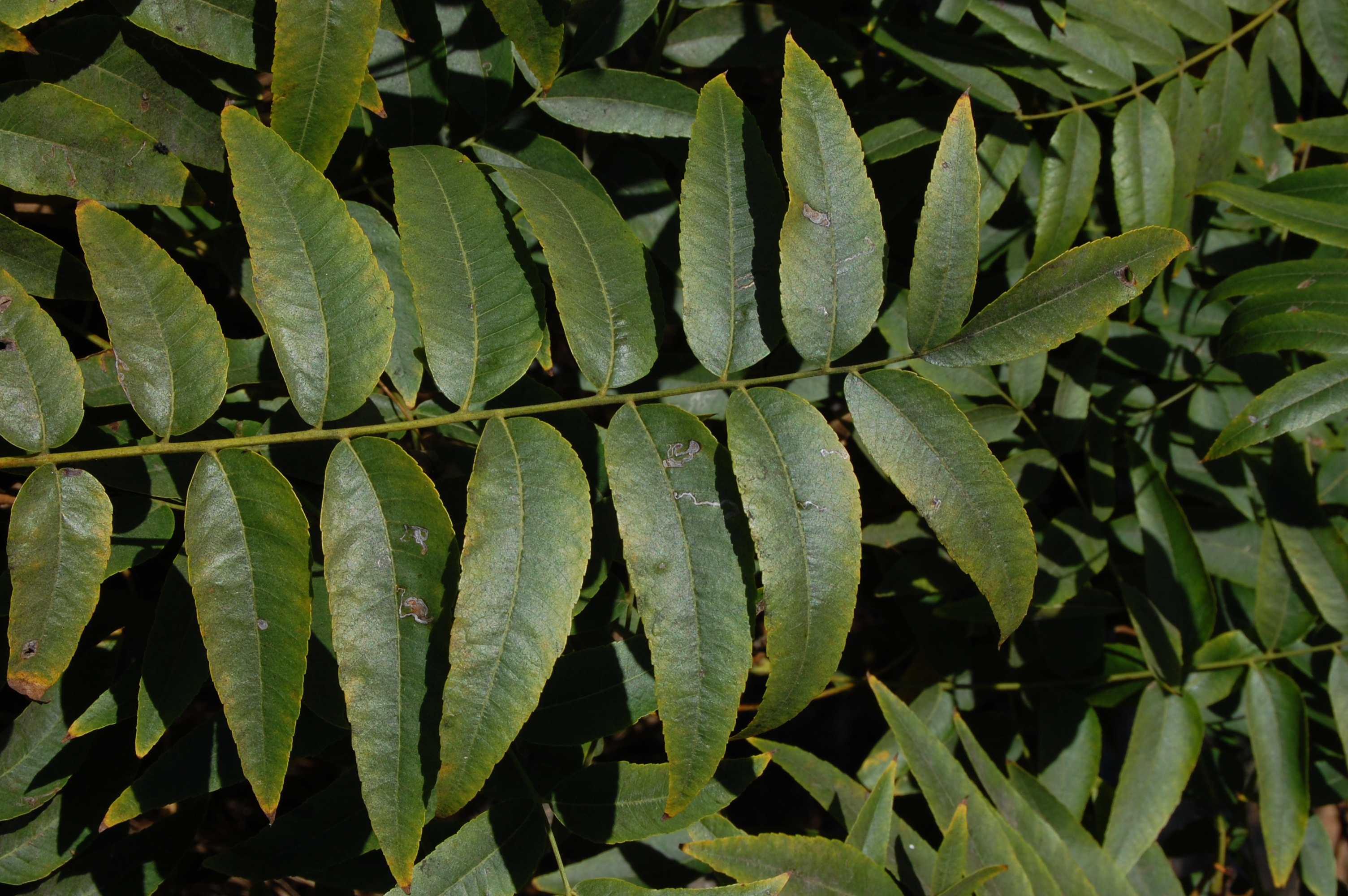
Liść

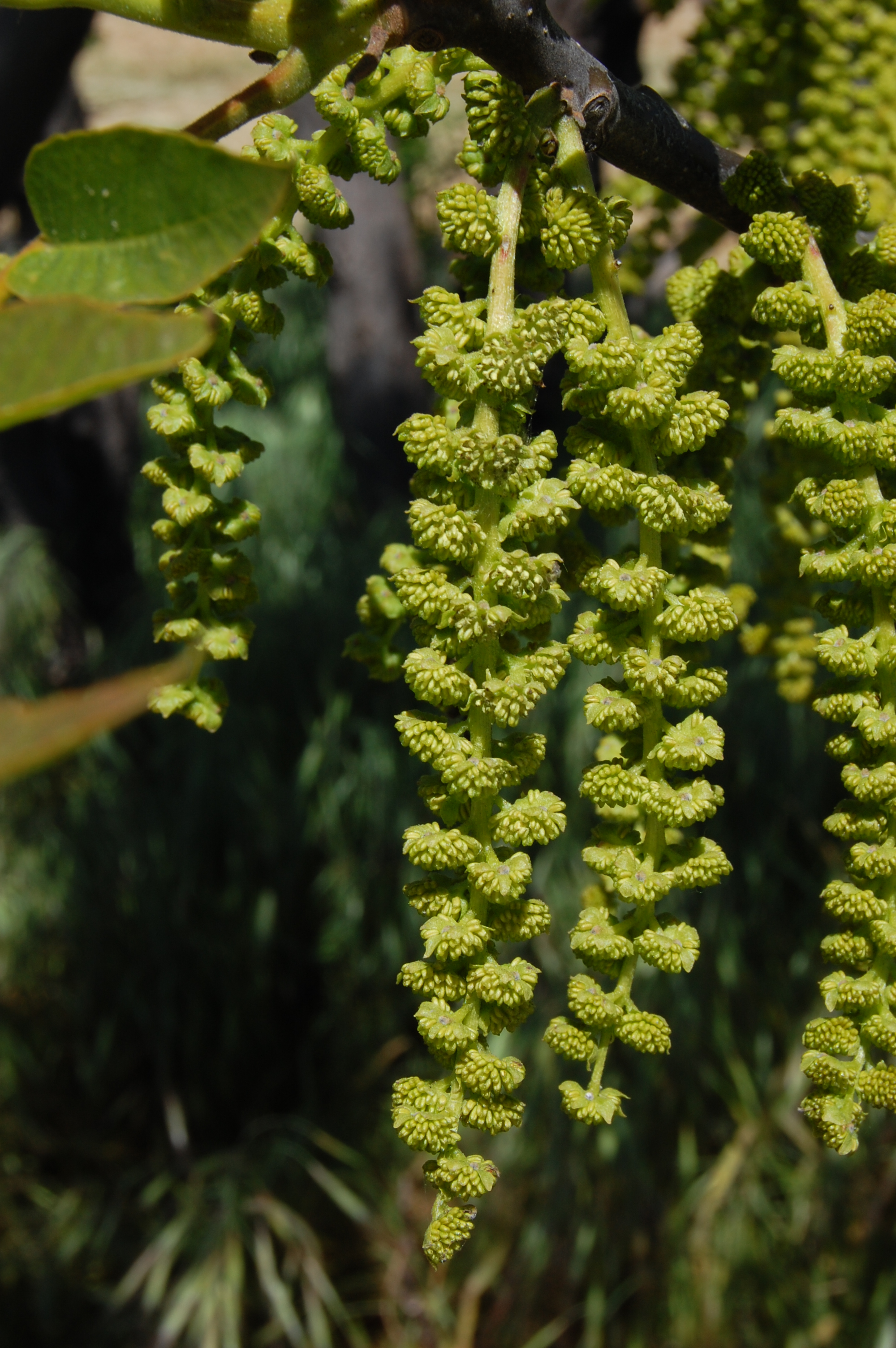
Kwiaty

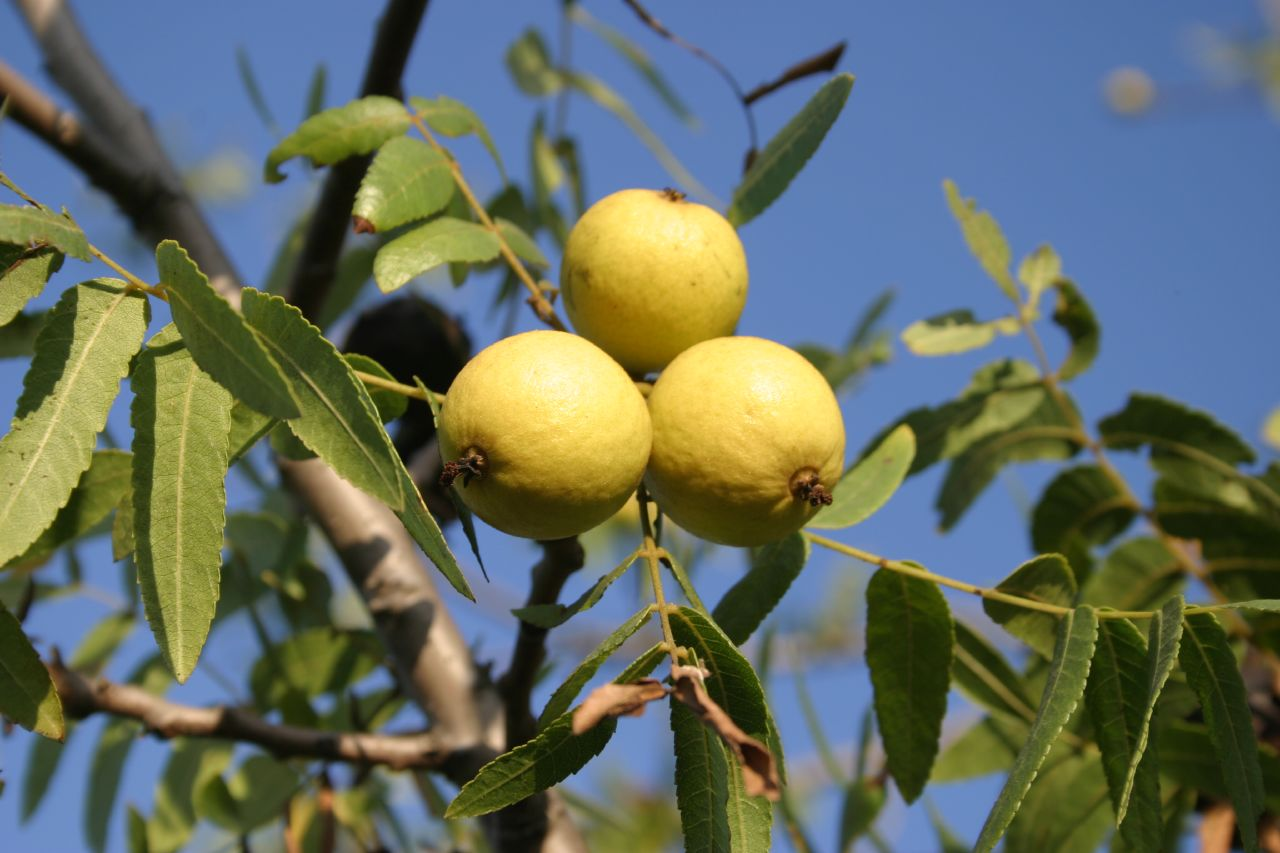
Owoce

PokrójNiskie drzewo lub krzew, o rozłożystej, szerokiej sylwetce, dorastające do 15 m wysokości.
PieńKrótki, pomarszczony, pokryty bladoszarą korą.
LiściePierzaste. Składają się z 11-15 lancetowatych listków, każdy z nich osiąga do 5 cm długości. Delikatnie piłkowane, matowozielone, przytwierdzone do osadki liścia za pomocą krótkich omszonych ogonków.
KwiatyŻółtozielone, przybierają postać kotek i mają do 7,5 cm długości.
OwoceOrzech ze skorupą pokrytą podłużnymi bruzdami.

## Biologia i ekologia
Fanerofit. Roślina jednopienna, wiatropylna. Kwitnie późną wiosną. Spotykany przy brzegach rzek i strumieni oraz w górskich dolinach.

## Zagrożenia i ochrona
Orzech kalifornijski wpisany został do Czerwonej księgi gatunków zagrożonych w kategorii gatunek narażony (ang. Vulnerable – VU).